# Captain EO's Voyage
Captain EO's Voyage es el vigesimonoveno álbum de estudio del guitarrista Buckethead, publicado el 20 de octubre de 2010 en formato digital a través de iTunes y el 29 de noviembre de ese mismo año en formato físico por la discográfica Hatboxghost Music.
El título del álbum es una referencia a la película "Captain EO", de Michael Jackson. No es la primera vez que Buckethead hace una referencia a Michael Jackson, también lanzó la canción "The Return of Captain EO" en el álbum A Real Diamond in the Rough en el 2009, y una canción dedicada a Jackson luego de su fallecimiento titulado "The Homing Beacon". El álbum fue puesto a disposición solamente para su descarga a través de iTunes, pero 2 días después del lanzamiento, se anunció que el álbum sería lanzado el CD a través TDRS Music.

## Lista de canciones
Todas las canciones escritas y compuestas por Buckethead, excepto donde se indica. 
| N.º | Título                   | Duración |  |
| 1.  | «Captain EO's Voyage»    | 3:28     |  |
| 2.  | «Light»                  | 3:49     |  |
| 3.  | «Infinity Appears»       | 3:24     |  |
| 4.  | «Stained Glass Hill»     | 2:39     |  |
| 5.  | «Trails of Moondust»     | 3:38     |  |
| 6.  | «Star Chasing»           | 2:56     |  |
| 7.  | «Dancing the Dream»      | 3:47     |  |
| 8.  | «The Siphoning Sequence» | 3:54     |  |
| 9.  | «Chase the Darkness Out» | 3:06     |  |
| 10. | «Backwards Footprint»    | 1:56     |  |
| 11. | «Tarantula Crossing»     | 5:24     |  |
| 12. | «Tears in the Mirror»    | 3:33     |  |

## Créditos
- Buckethead - guitarras
- Dan Monti - batería, remezclas, bajo, co-escritura y producción